# Meix-le-Tige
Meix-le-Tige (en gaumais : Mèch-le-Tîch, en wallon : Méch-li-Tîxhe, en Luxembourgeois Däisch-Mier/Däitsch-Meesch, en allemand Deutsch-Meer) est un village de Gaume, dans l'extrême sud de la province de Luxembourg, en Belgique. Administrativement il fait partie de la commune de Saint-Léger, en Région wallonne. C'était une commune à part entière avant la fusion des communes de 1977.

## Étymologie
Tige signifie 'thiois', c'est-à-dire appartenant aux langues germaniques (dans ce cas-ci le luxembourgeois, voire aussi le francique lorrain ou le platt), alors que ses habitants parlaient traditionnellement le gaumais (dialecte du lorrain roman). L'explication est à trouver dans les grandes mutations démographiques causées au Moyen Âge par les grandes épidémies de peste. La population francique ayant été décimée, le village se repeupla avec des Gaumais sans que le nom de la commune ne soit modifié.
Le Meix roman faisant pendant à Meix-le-Tige est Meix-devant-Virton (gaumais Minch-duvant-Vèrtan, wallon Méch-divant-Vierton), à une vingtaine de kilomètres à l'ouest (un peu moins à vol d'oiseau, un peu plus par la route).
On constate des doublés semblables dans d'autres régions du pays. Ainsi : 
- Heure-le-Tixhe (le germanique) en Limbourg belge et Heure-le-Romain (le roman) en province de Liège ;
- Audun-le-Tiche (le germanique) en Moselle et Audun-le-Roman (le roman) en Meurthe-et-Moselle (France).

## Démographie
- Source : INS recensements population